# Ścinawa (gemeente)
De gemeente Ścinawa is een stad- en landgemeente in het Poolse woiwodschap Neder-Silezië, in powiat Lubiński.
De zetel van de gemeente is in Ścinawa.
Op 30 juni 2004 telde de gemeente 10 603 inwoners.

## Oppervlakte gegevens
In 2002 bedroeg de totale oppervlakte van gemeente Ścinawa 164,56 km², waarvan:
- agrarisch gebied: 74%
- bossen: 14%

De gemeente beslaat 23,11% van de totale oppervlakte van de powiat.

## Demografie
Stand op 30 juni 2004:
| Omschrijving                   | Totaal | Totaal | Vrouwen | Vrouwen | Mannen | Mannen |
| ------------------------------ | ------ | ------ | ------- | ------- | ------ | ------ |
| eenheid                        | aantal | %      | aantal  | %       | aantal | %      |
| inwoners                       | 10 603 | 100    | 5400    | 50,9    | 5203   | 49,1   |
| bevolkingsdichtheid (inw./km²) | 64,4   | 64,4   | 32,8    | 32,8    | 31,6   | 31,6   |

In 2002 bedroeg het gemiddelde inkomen per inwoner 1329,6 zł.

## Administratieve plaatsen (sołectwo)
Buszkowice, Chełmek Wołowski, Dąbrowa Środkowa, Dębiec, Dłużyce, Dziesław, Dziewin, Jurcz, Krzyżowa, Lasowice, Parszowice, Przychowa, Redlice, Ręszów, Sitno, Turów, Tymowa, Wielowieś, Zaborów.
Zonder de status sołectwo : Grzybów, Przystań.

## Aangrenzende gemeenten
Lubin, Prochowice, Rudna, Wińsko, Wołów